# 真言宗泉涌寺派
真言宗泉涌寺派（しんごんしゅうせんにゅうじは）は、日本における真言系仏教宗派のひとつで、古義真言宗に属する。総本山は泉涌寺。

## 法流
- 随心院流

## 歴史
真言宗泉涌寺派の歴史は、泉涌寺を密（天台・真言）・禅・律・浄の四宗兼学の道場として、俊芿（しゅんじょう、月輪大師〈がちりんだいし〉）が中興したことにより始まる。それ以来、独自の宗風を保ち、また、泉涌寺は皇室の御陵所・香華寺とされて、皇室との関係が深かった。
明治時代に入ると、皇室からの保護が無くなり、財政的にも逼迫する状態となり衰微した。また、政府の宗教政策から、1872年（明治5年）に四宗兼学が廃され、真言宗に属することとなった。
他の真言宗宗派と1879年（明治12年）に合同し、東寺の管下に入った時期もあったが、1907年（明治40年）、泉涌寺を本山とする真言宗泉涌寺派として独立し、真言宗古義八派聯合に参加する。
1941年（昭和16年）3月、古義真言宗・新義真言宗系の宗派が政府の政策によって合同し、大真言宗が成立する。
戦後、大真言宗から独立し、1952年（昭和27年）9月30日に真言宗泉涌寺派として宗教法人認証。10月17日登記完了。

## 宗務組織
- 管長（泉涌寺長老職が兼任）
- 宗議会（末寺の代表役員から5名選出・任期4年）
- 寺務長
- 宗務総長（以下の各部を統括）
  - 庶務部
  - 法会部
  - 教学部
  - 財務部
  - 主事・主事補（庶務部・法会部・教学部・財務部にそれぞれ設置）
- 執事（4名。庶務部・法会部・教学部・財務部の各部の部長（1名）を兼職する）
- 宗務組織としての地方教区は設置されていない。
- 御寺泉涌寺を護る会
  - 事務局

## 寺格（順不同）
- 総本山 泉涌寺（京都市東山区）
- 別院 雲龍院（泉涌寺塔頭）別格本山も兼ねる
- 大本山 浄土寺（広島県尾道市）、法楽寺（大阪市東住吉区）
- 別格本山 雲龍院
- 準別格本山 戒光寺（塔頭）、即成院（塔頭）、東向観音寺（京都市上京区）、浄光明寺（鎌倉市）
- 一般寺院

## 僧籍・僧階
- 僧階（全15級）
  - 1級 大僧正
  - 2級 権大僧正
  - 3級 中僧正
  - 4級 権中僧正
  - 5級 少僧正
  - 6級 権小僧正
  - 7級 大僧都
  - 8級 権大僧都
  - 9級 中僧都
  - 10級 権中僧都
  - 11級 少僧都
  - 12級 権小僧都
  - 13級 大律師
  - 14級 律師
  - 15級 権律師
- 種智院大学卒業者は権僧都、種智院大学1年は権律師に補する。
- 住職資格　（教師資格を有し、得度、度牒後2年、四度加行・受戒・伝法灌頂修了者）
- 住職任命　（管長の申請、特命のいずれか）

## 布教
- 教学講習会（8月に開催）
- 海外に直営の寺院はない。北米に自主開教。
- 文書伝道として、「天真」を発行。

## 年中行事
- 派祖遠忌は50年ごとに法会を行う。

## 教育機関
- 種智院大学（協同経営）
- 洛南高等学校・附属中学校（協同経営）
- 華道月輪未生流（家元・泉涌寺長老）
- 煎茶道東仙流（家元・泉涌寺長老）
- 香道泉山御流（家元・泉涌寺長老）
- 泉山幼稚園（学校法人泉涌寺学園）

## 施設
- 宝物館（心照館）　泉涌寺境内に設置

## 教義
古義真言宗の教義に準じる

## 泉涌寺長老（真言宗泉涌寺派管長）歴代
1. 俊芿
2. 心海
3. 定舜
4. 智鏡
5. 思允
6. 憲静
7. 覚阿
8. 智元
9. 源智
10. 全信
11. 智山
12. 思淳
13. 玄勇
14. 全皎
15. 知一
16. 曇喜
17. 教基
18. 仙超
19. 全甫
20. 全珍
21. 聖皐
22. 信弇
23. 宗皇
24. 教言
25. 聖券
26. 全俊
27. 基曇
28. 聖瑩
29. 聖序
30. 教信
31. 全安
32. 聖汎
33. 良友
34. 聖永
35. 善瑩
36. 祚尚
37. 全威
38. 聞勝
39. 明範
40. 聖什
41. 聖授
42. 信契
43. 聖安
44. 信洪
45. 舜崹
46. 芿安
47. 教見
48. 全長
49. 聖憺
50. 宣澤
51. 聖英
52. 善悌
53. 善叙
54. 聖鏡
55. 珠顯
56. 恵鑑
57. 定覚
58. 松峯
59. 教因
60. 玉寶
61. 徳海
62. 宣静
63. 聖見
64. 長悦
65. 照範
66. 英範
67. 聖讃
68. 聖厳
69. 泉奘
70. 長圓
71. 長性
72. 紹意
73. 長海
74. 明韶
75. 照珍
76. 玉雅
77. 玉秀
78. 元昶
79. 覚宥
80. 正專
81. 宣亮
82. 照岳
83. 照周
84. 元統
85. 玉周
86. 周堅
87. 正瑞
88. 元允
89. 韶興
90. 元恭
91. 千紅
92. 覚明
93. 一如
94. 恵晃
95. 祖元
96. 稽叔
97. 義通
98. 恒鑑
99. 元珉
100. 戒璘
101. 心敞
102. 高旭
103. 照州
104. 元珍
105. 辨什
106. 義諦
107. 竺盈
108. 義林
109. 正周
110. 高賢
111. 義敬
112. 本従
113. 元祐
114. 元一
115. 元諦
116. 顕粛
117. 忍随
118. 本随
119. 龍照
120. 玉豊
121. 了諦
122. 宜應
123. 覚如
124. 海充
125. 眞浄
126. 正成
127. 周光
128. 妙道
129. 如実
130. 正堅
131. 元継
132. 思欽
133. 實然
134. 良應
135. 實成
136. 存肇
137. 妙敬
138. 密乗
139. 覚順
140. 完愚
141. 承整
142. 義遵
143. 佐伯旭雅
144. 鼎龍暁
145. 佐伯法遵
146. 泉智等
147. 法性宥鑁
148. 椋本龍海
149. 釈玄猷（追贈）
150. 平野龍法
151. 小松道圓
152. 小林海暢
153. 川村俊朝
154. 上村貞郎